# Syzygium coccineum
Syzygium coccineum är en myrtenväxtart som beskrevs av J.W.Dawson. Syzygium coccineum ingår i släktet Syzygium och familjen myrtenväxter. Inga underarter finns listade i Catalogue of Life.